# Daniel Jérent
Daniel Jérent (Saint-Claude, Guadalupe, 4 de junio de 1991) es un deportista francés que compite en esgrima, especialista en la modalidad de espada.
Participó en los Juegos Olímpicos de Río de Janeiro 2016, obteniendo una medalla de oro en la prueba por equipos (junto con Yannick Borel, Gauthier Grumier y Jean-Michel Lucenay). En los Juegos Europeos de Bakú 2015 obtuvo una medalla de oro en la prueba por equipos y una de bronce en la prueba individual.
Ganó cuatro medallas en el Campeonato Mundial de Esgrima entre los años 2013 y 2019, y tres medallas en el Campeonato Europeo de Esgrima entre los años 2013 y 2016.

## Palmarés internacional
| Juegos Olímpicos   | Juegos Olímpicos        | Juegos Olímpicos  | Juegos Olímpicos   |
| Año                | Lugar                   | Medalla           | Prueba             |
| ------------------ | ----------------------- | ----------------- | ------------------ |
| 2016               | Río de Janeiro (Brasil) | Medalla de oro    | Espada por equipos |
| Campeonato Mundial |                         |                   |                    |
| Año                | Lugar                   | Medalla           | Prueba             |
| 2013               | Budapest (Hungría)      | Medalla de bronce | Espada por equipos |
| 2014               | Kazán (Rusia)           | Medalla de oro    | Espada por equipos |
| 2017               | Leipzig (Alemania)      | Medalla de oro    | Espada por equipos |
| 2019               | Budapest (Hungría)      | Medalla de oro    | Espada por equipos |
| Juegos Europeos    |                         |                   |                    |
| Año                | Lugar                   | Medalla           | Prueba             |
| 2015               | Bakú (Azerbaiyán)       | Medalla de oro    | Espada por equipos |
| 2015               | Bakú (Azerbaiyán)       | Medalla de bronce | Espada individual  |
| Campeonato Europeo |                         |                   |                    |
| Año                | Lugar                   | Medalla           | Prueba             |
| 2013               | Zagreb (Croacia)        | Medalla de plata  | Espada individual  |
| 2015               | Montreux (Suiza)        | Medalla de oro    | Espada por equipos |
| 2016               | Toruń (Polonia)         | Medalla de oro    | Espada por equipos |